# Giovanni Battista Landolina
Giovanni Battista Landolina, marquis de San Alfano, était un aristocrate sicilien de la fin du XVIIe siècle, un intellectuel et un grand propriétaire terrien, qui se révéla un urbaniste exceptionnel, lorsqu'il fut question de reconstruire la ville de Noto, détruite par un tremblement de terre en 1693.

## Biographie
L'influence de Giovanni Battista Landolina fut déterminante lors de la reconstruction de la ville de Noto sur un nouvel emplacement, après la destruction de l'ancien site du mont Alveria par le séisme de 1693. Une place de la ville porte aujourd'hui son nom.
Le pouvoir de décision quant à la reconstruction de la Sicile appartenait alors au vice-roi espagnol, le duc de Camastra. Toutefois Landolina parvint à convaincre ce dernier de reconstruire une nouvelle ville à plus de dix kilomètres de l'ancien site. On lui doit la planification de la future cité avec l'aide de trois architectes locaux.
La vision urbaniste de Landolina s'inspirait fortement du mouvement baroque, en séparant les différents quartiers selon le rang social de chacun et en reléguant les plus pauvres à la périphérie. Plus tard, les architectes Giovanni Battista Vaccarini et Rosario Gagliardi édifièrent un grand nombre de bâtiments à Noto. L'autorité de Landolina fut brisée lorsqu'en 1730, son fils Francesco Landolina, marquis de San Alfano, édifia son propre palais, le Palazzo Landolina, dans le centre-ville et à proximité de la nouvelle cathédrale.
Aujourd'hui, Noto constitue une importante destination touristique grâce à ses nombreux bâtiments typiques du Baroque sicilien, construits du temps de Landolina.